# 巴特爾穆斯林清真寺
巴特爾穆斯林清真寺 是一間位於台灣宜蘭縣蘇澳鎮的清真寺，也是宜蘭縣第一間清真寺。

## 歷史
該清真寺於2014年建立於南安路16號，當時一群來自印尼的漁工正在尋找禮拜的場所。在得知房東決定將清真寺所在的房屋出售後，他們於2019年在中國回教協會的幫助下將清真寺搬遷至現址。

## 活動
清真寺定期舉辦各種穆斯林活動和節日，除了是南方澳漁港等周邊港口漁民的聚集中心， 也是印尼籍移工的資訊來源和申訴渠道。